# Platostoma axillaris
Platostoma axillaris là một loài thực vật có hoa trong họ Hoa môi. Loài này được George Bentham miêu tả khoa học đầu tiên năm 1848 dưới danh pháp Acrocephalus axillaris. Năm 1997 Alan James Paton chuyển nó sang chi Platostoma.
Loài này là bản địa khu vực Assam, Ấn Độ.